# Đường hầm sông Sài Gòn
Đường hầm sông Sài Gòn (hay còn gọi là hầm Thủ Thiêm) là một đường hầm vượt qua sông Sài Gòn ở Thành phố Hồ Chí Minh, Việt Nam. Đây là một hạng mục của dự án Đại lộ Đông – Tây, nối đường Võ Văn Kiệt thuộc Quận 1 với đường Mai Chí Thọ thuộc Khu đô thị mới Thủ Thiêm, thành phố Thủ Đức. Đường hầm có sáu làn xe ô tô, được dìm dưới lòng sông Sài Gòn (có ngầm đáy sông). Nguồn vốn đầu tư từ Hỗ trợ phát triển chính thức (ODA) của chính phủ Nhật Bản có vốn đối ứng của Chính phủ Việt Nam. Tổng thầu thi công là liên doanh các nhà thầu Nhật Bản. Theo quy hoạch, Khu đô thị mới Thủ Thiêm được kết nối với đô thị hiện hữu bằng một số cây cầu như: cầu Thủ Thiêm nối quận Bình Thạnh, cầu Ba Son nối với Quận 1, cầu Phú Mỹ nối với Quận 7 và một cây cầu nữa nối với Quận 4. Công trình được đánh giá là hầm vượt hiện đại nhất Đông Nam Á.

## Giai đoạn chuẩn bị
Tháng 5 năm 1997, sau cuộc hội thảo về dự án công trình vượt sông Sài Gòn qua Thủ Thiêm, thì phương án đường hầm ở vị trí đường Hàm Nghi được chọn và vị trí này được đánh giá là phù hợp với quy hoạch của Thành phố.
Báo cáo nghiên cứu khả thi cuối cùng được duyệt vào tháng 6 năm 1997 với phương án xây dựng hầm qua sông Sài Gòn. Các đơn vị phối hợp thực hiện báo cáo nghiên cứu khả thi gồm công ty tư vấn Úc, G. Maunsell & Partners Ltd, công ty tứ vấn MVA, CES Enter, ngân hàng Sumitomo và AIC Maunsell, và JICA. Công việc xây dựng bị đình trệ đến năm 2004 do vướng các vấn đề về giải tỏa, đền bù và tái định cư các hộ dân trong khu vực dự án.

### Thiết kế
Hầm được thiết kế gồm 6 làn xe (2 x 3 x 3,5m), từ cầu Calmette chìm xuống đáy sông Sài Gòn và nối với phía Thủ Thiêm tại đầu đường T13 với tổng chiều dài 1.490 m. Trong đó, lối vào hầm hai phía có dạng chữ U với tổng chiều dài 400 m; phần nhánh và miệng hầm hai phía dài 720 m; và phần hầm dìm dài 370 m. Phần hầm dìm được chia thành 4 đốt và được đúc riêng ở nơi khác, mỗi đốt nặng 27.000 tấn. Độ dốc hầm tối đa là 4%, đốt hầm làm bằng bê tông cốt thép. Hầm nằm dưới đáy sông cách mặt nước 24 m, mặt cắt ngang rộng 33,3 m, cao 8,9 m, bề dày đáy và nắp 1,5 m, bề dày vách hai bên 1 m. Tốc độ xe lưu thông trong hầm đạt 60 km/giờ. Hầm có thể chịu được động đất 6 độ Richter và có tuổi thọ 100 năm.

### Đánh giá về thiết kế

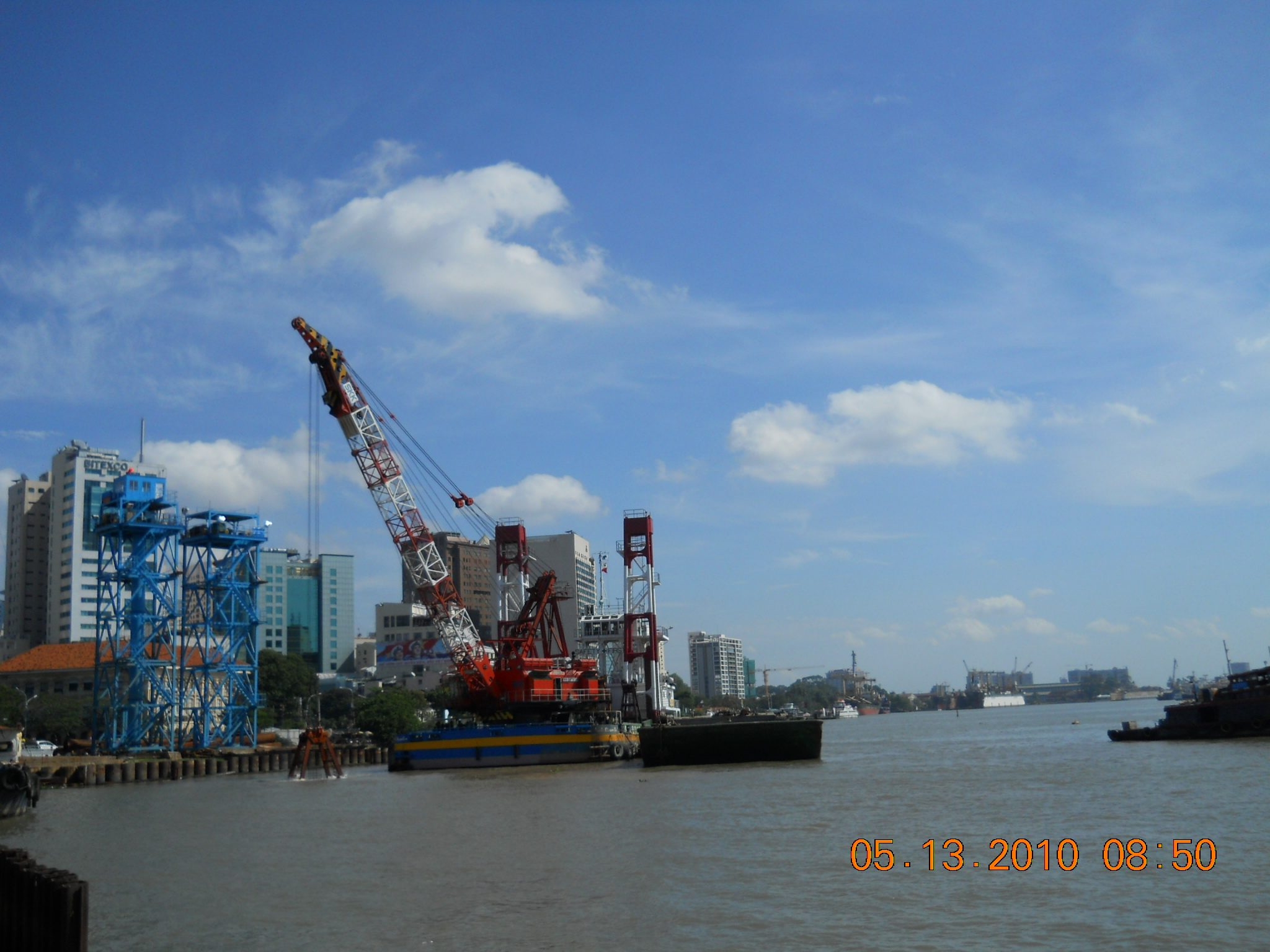
Quang cảnh xây dựng hầm dìm Thủ Thiêm trên sông Sài Gòn

Báo cáo thẩm định của Viện Khoa học công nghệ xây dựng - Bộ Xây dựng (2003) cho rằng phương án thiết kế của nhà thầu Obayashi (Nhật Bản) về gói thầu xây dựng hầm Thủ Thiêm có nhiều rủi ro. Theo đó, độ lún dự báo của công trình lớn, có khả năng gây nứt hỏng các đốt hầm trước khi đưa vào sử dụng và kiến nghị tìm phương án khác có độ tin cậy cao hơn. Về mặt tiếng ồn, do hầm bằng bê tông cốt thép có độ phẳng cao và được chôn sâu dưới lòng sông nên dòng xe qua lại sẽ tạo nên tiếng ồn khá lớn, Sở Giao thông Vận tải khuyến cáo người dân đi xe máy che kín tai và hạn chế chở trẻ em qua hầm.

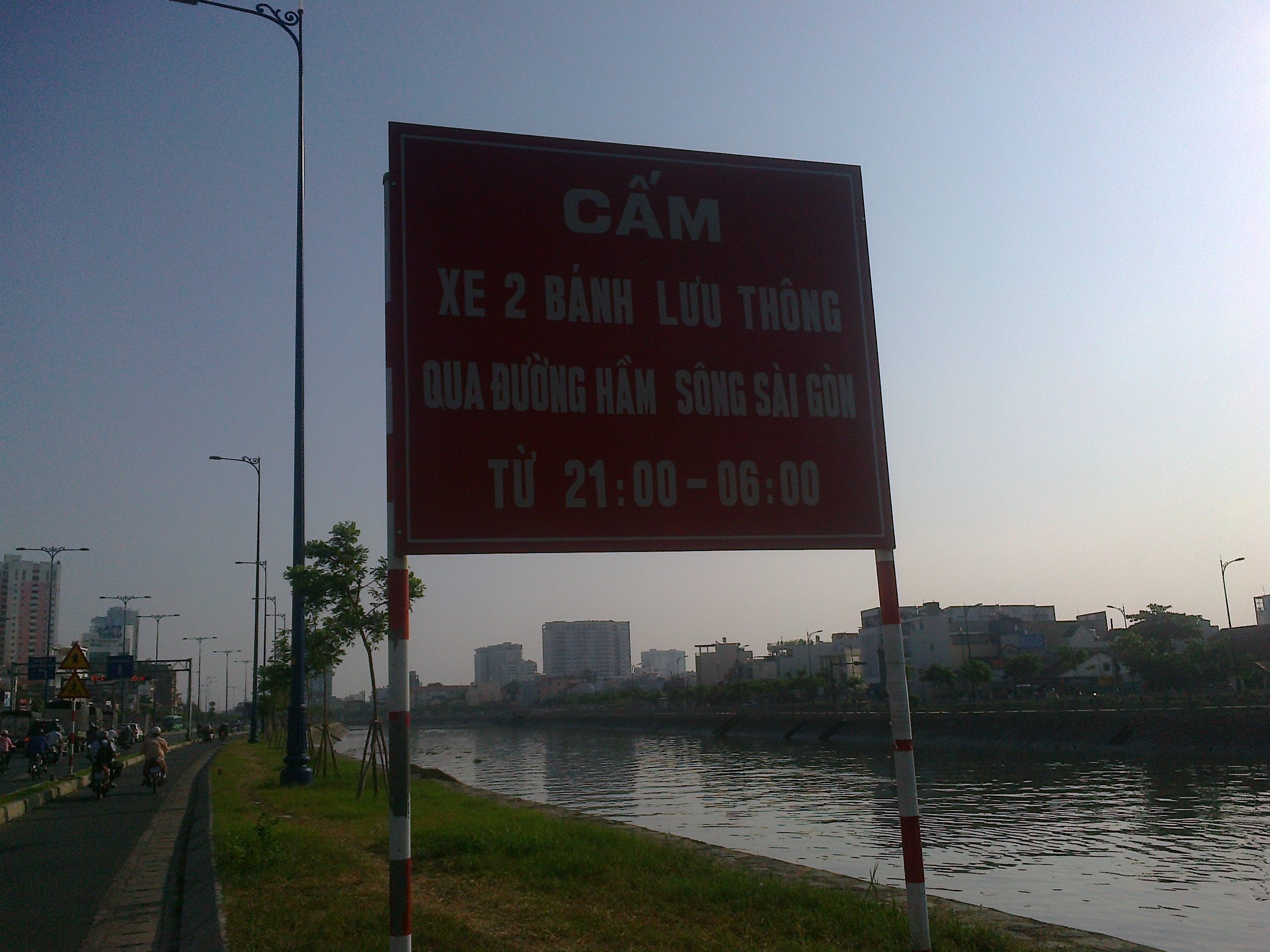
Thời gian quy định qua hầm

## Thi công

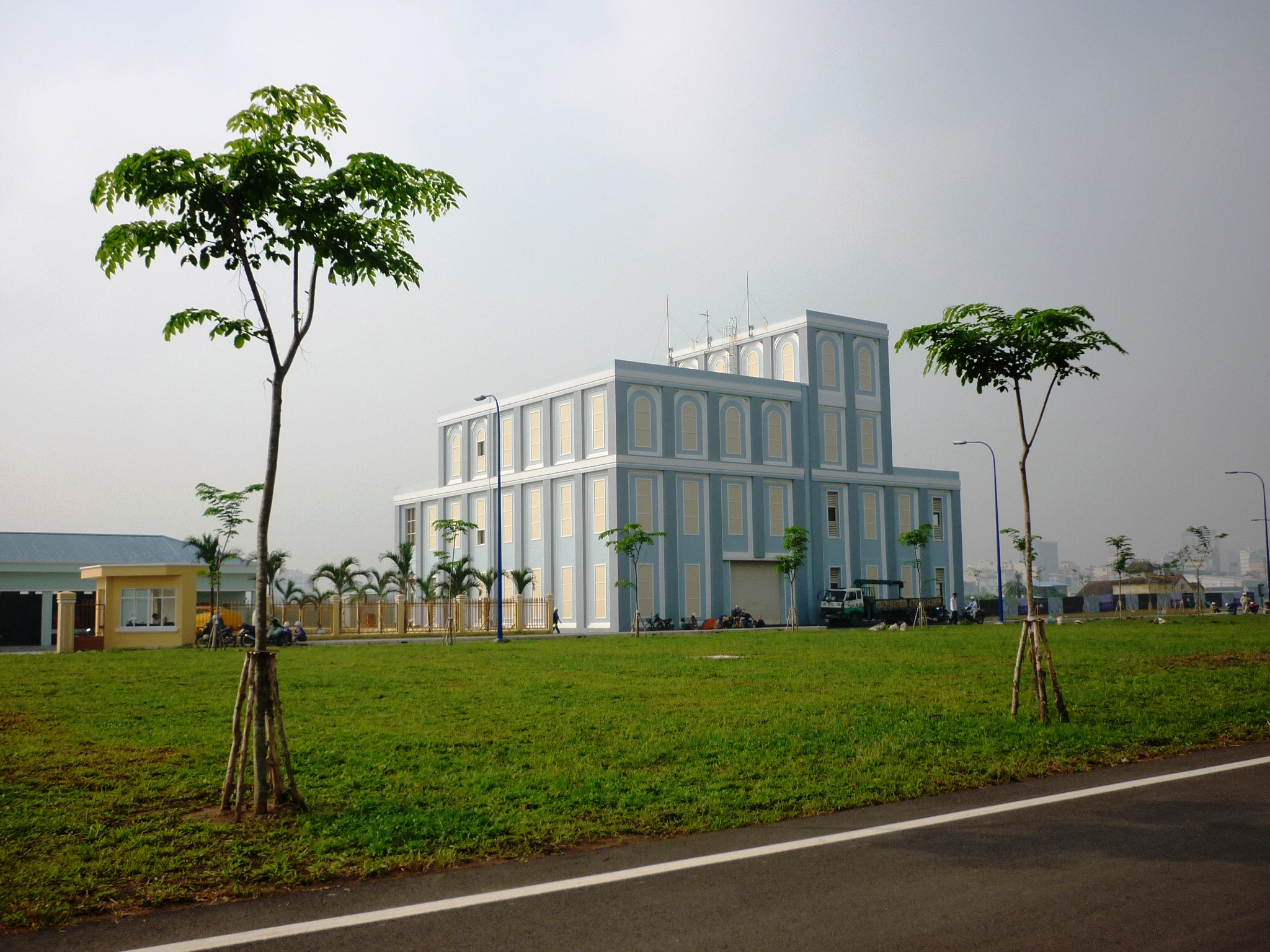
Tháp thông gió hầm Thủ Thiêm phía thành phố Thủ Đức

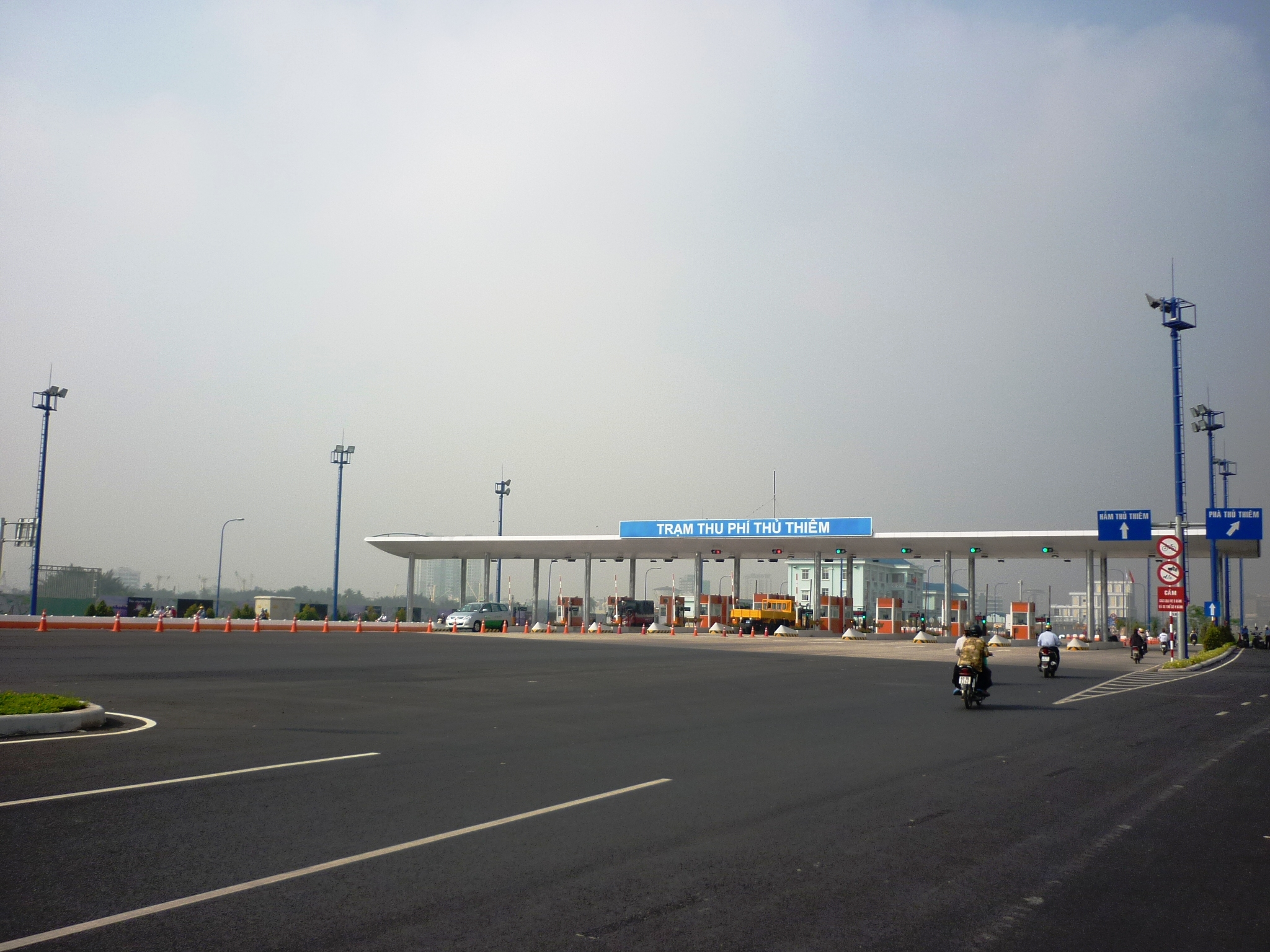
Trạm thu phí hầm Thủ Thiêm (đã dừng hoạt động)

Hầm do nhà thầu chính thi công là Obayashi Corporation của Nhật Bản.
Bể đúc hầm được đặt tại xã Phước Khánh, huyện Nhơn Trạch tỉnh Đồng Nai, ngay giáp sông Nhà Bè - đoạn trước khi sông Nhà Bè chia làm hai nhánh sông Lòng Tàu và Soài Rạp.

Hầm được chia làm 5 đốt, 4 đốt dài 92,4m và một đốt (End-unit) dài 3,52m

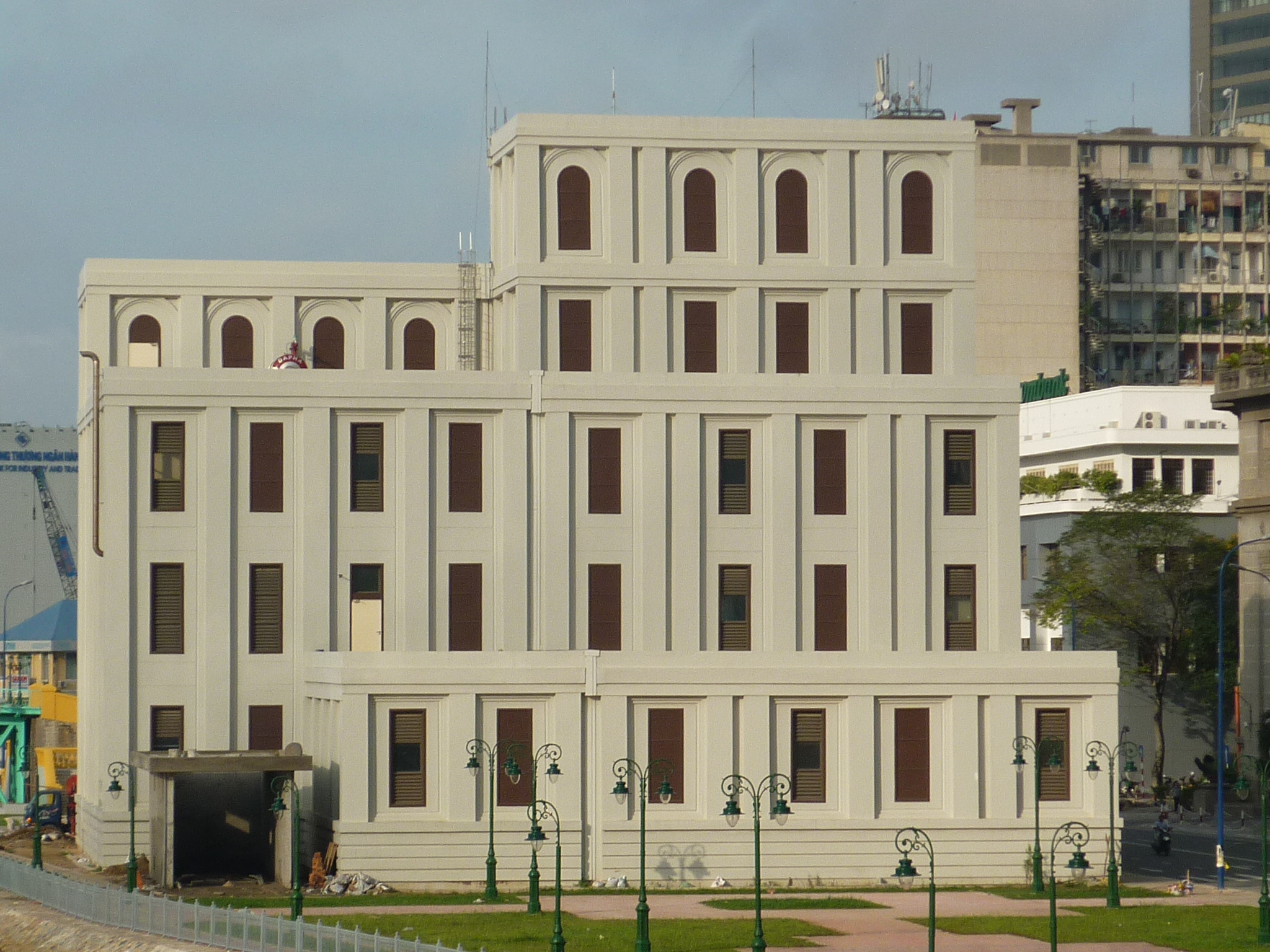
Tháp thông gió hầm Thủ Thiêm phía quận 1

## Các sự cố
Tháng 5 năm 2008, theo báo cáo kết quả kiểm tra của Hội đồng nghiệm thu nhà nước về chất lượng công trình đại lộ Đông – Tây, hàng loạt vết nứt nứt trên tường và bản nắp trên các đốt hầm đã được ghi nhận. Các vết nứt ở thành tường thẳng đứng kéo dài từ 2m - 3m, bề rộng lớn nhất của vết nứt rộng đến 1mm (theo tiêu chuẩn JSCE 2002 do nhà thầu Obayashi đưa ra thì mức độ bề rộng vết nứt cho phép đối với hầm là dưới 0,28 mm). Các vết nứt cũng xuất hiện ở vị trí giữa các phân đoạn đổ bê tông của mỗi đốt hầm. Các vết nứt này thẳng đứng kéo dài gần như hết chiều cao đốt hầm, bề rộng vết nứt đến 0,3 mm. Các vết nứt này được khắc phục bằng cách bơm keo epoxy đối với những vết nứt có chiều rộng lớn hơn 0.15mm và phủ keo epoxy lên bề mặt vết nứt có chiều rộng nhỏ hơn 0.15mm.
Ngày 15 tháng 10 năm 2018, lúc 5h04, xe tải chở cam chạy đi từ quận 1 qua Thủ Đức. Đến khu vực dạ cầu 19 cách hầm Thủ Thiêm phía đầu quận 2 khoảng 100m, thì va quẹt vào mái che phục vụ công tác lao dầm cầu, làm ngã 4 khung mái che. Sự cố xảy ra làm một người đi xe máy bị thương. Sau khi gây tai nạn, xe tải đã bỏ chạy. Đến 10h, sự cố đã được khắc phục, các phương tiện lưu thông bình thường qua hầm.
Ngày 30 tháng 9 năm 2019, xe tải chở gạo từ Long An đến Ninh Thuận làm trúng vào xe khách sau đó vướng vào vách hầm vào khoảng 11 giờ đêm, Xảy ra sự cố vướng vào vách tường hầm làm cho xe con dính trong hầm, làm cho phương tiện ùn tắc trên tuyến đường Xa lộ Hà Nội, cầu Sài Gòn, Hoàng Diệu, cầu Khánh Hội, Hàm Nghi, Trần Hưng Đạo, Điện Biên Phủ, Đồng Văn Cống, Võ Chí Công, ngã tư Hàng Xanh, Nguyễn Hữu Cảnh, cầu Thủ Thiêm, Mai Chí Thọ, cầu Phú Mỹ, Huỳnh Tấn Phát, Nguyễn Văn Linh, Tân Thuận, Nguyễn Tất Thành, Hoàng Diệu, Trần Não, Nguyễn Cơ Thạch, Ngô Tất Tố, Nguyễn Văn Lạc, đường cao tốc Thành phố Hồ Chí Minh - Long Thành - Dầu Giây, Nguyễn Thị Định, Tôn Đức Thắng, Xô Viết Nghệ Tĩnh, Nguyễn Văn Lạc, Nguyễn Thị Minh Khai, cầu Thị Nghè hỗn loạn nghiêm trọng

## Hoàn thành
Chiều 20 tháng 11 năm 2011, lễ thông xe hầm Thủ Thiêm được tổ chức tại hai đầu hầm. Thành phần khách mời gồm khoảng 500 lãnh đạo của Việt Nam và Nhật Bản, lãnh sự quán các nước tại Thành phố Hồ Chí Minh cùng các tập đoàn đầu tư nước ngoài.

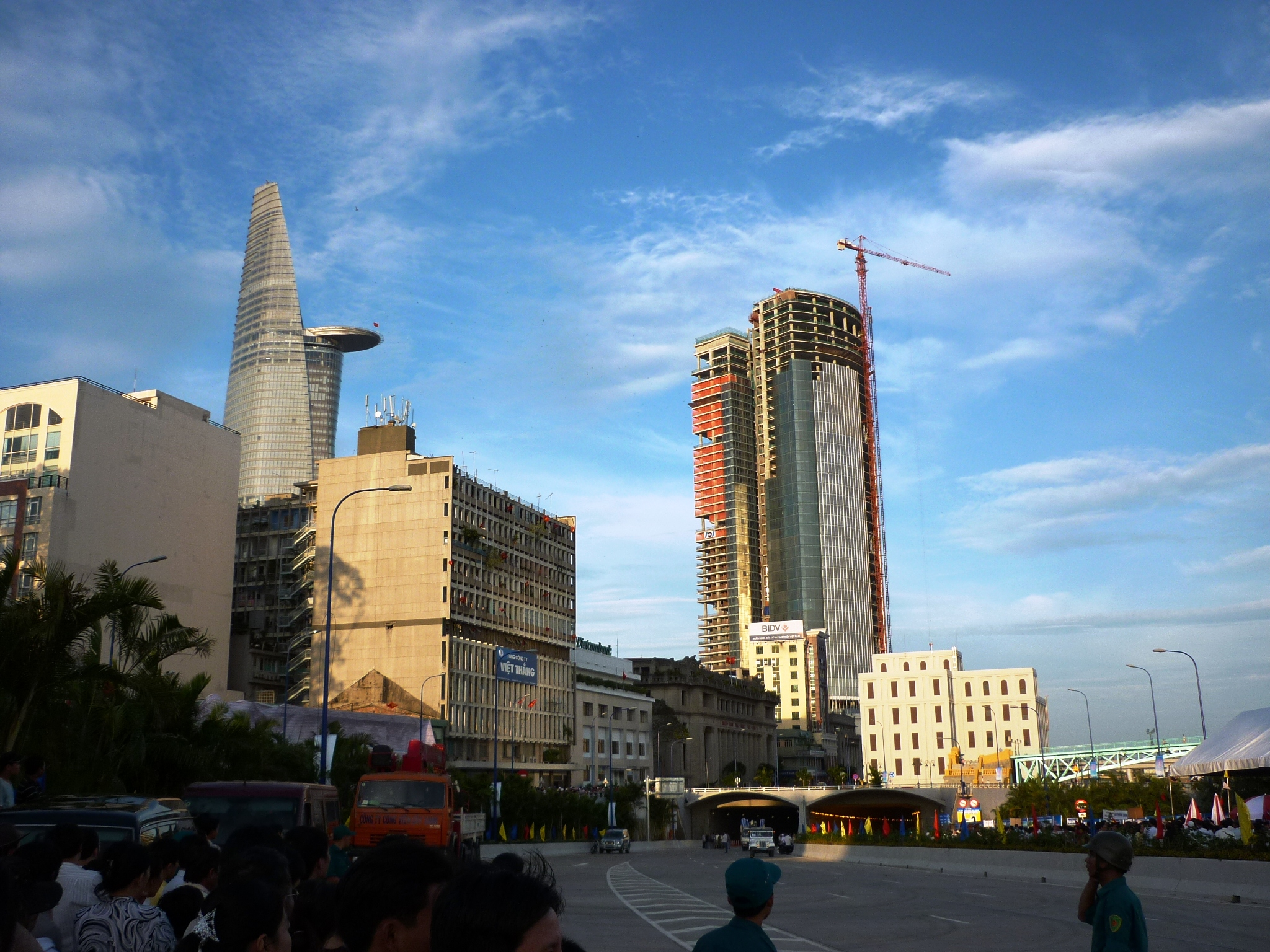
Người dân Sài Gòn tham gia lễ thông xe

 Từ 6 giờ sáng ngày 21 tháng 11, hầm Thủ Thiêm chính thức được thông xe, kết nối hai bờ sông và giảm tải cho cầu Sài Gòn và Phà Thủ Thiêm, đồng thời làm động lực cho sự phát triển của thành phố.

## Vấn đề an toàn
90 lính cứu hỏa, 10 xe đặc chủng và một tàu chữa cháy sẽ túc trực ngày đêm để hỗ trợ cho khu vực hầm khi cần thiết. Một số phương tiện và thời gian sử dụng hầm bị hạn chế để đảm bảo độ an toàn. Ngoài ra, việc lưu thông qua hầm phải tuân thủ nghiêm ngặt các quy định về tốc độ, đèn chiếu sáng và âm thanh. Trong hầm còn được thiết kế hệ thống báo cháy tự động và hệ thống chữa cháy phân bố dọc hầm, 41 loa phát thanh và 20 camera theo dõi. Toàn bộ hầm được thiết kế 38 cửa thoát nạn.

## Ảnh hưởng
Hầm Thủ Thiêm là hạng mục quan trọng nhất trong dự án đại lộ Đông – Tây.. Bên cạnh việc giải toả áp lực cho cầu Sài Gòn, tuyến đường mới qua hầm rút ngắn thời gian từ trung tâm thành phố về các tỉnh miền Tây lẫn miền Đông, tạo nền tảng phát huy giao thương liên tỉnh. Hầm Thủ Thiêm góp phần lớn trong việc tạo thành mạng lưới giao thông khá hoàn chỉnh ở phía đông, giảm áp lực cho giao thông trung tâm và là động lực phát triển Khu đô thị mới Thủ Thiêm. Số lượng đền bù giải tỏa ở dự án này được đánh giá là có quy mô lớn nhất thành phố. Dự án hầm Thủ Thiêm đã cải thiện cuộc sống của hàng chục ngàn cư dân ven kênh rạch vào năm khu tái định cư và nhiều khu dân cư khác. Theo dự kiến, mỗi ngày hầm sẽ có 40.000 ô tô và 10.000 xe máy tham gia lưu thông.